# Porsche Lynn
Porsche Lynn (St. Johns, Míchigan; 14 de febrero de 1962) es una actriz pornográfica, dominatrix y bailarina de estriptis estadounidense.

## Primeros años
Los padres de Lynn murieron cuando ella tenía 6 años, mientras se encontraban a medio de un dramático divorcio. Lynn, su madre y su abuela conducían para que su padre firmase los papeles del divorcio; cuando su madre golpeó la puerta, su padre le disparó a su esposa y después se disparó a sí mismo.

## Carrera
Entre 1985 y 2002, Lynn apareció en cerca de 170 películas. Comenzó su carrera rodando filmes de sexo vainilla, pero en la actualidad está especializada en películas sobre dominación femenina. En los últimos años, ha trabajado como una dominatrix en Nueva York y Phoenix (Arizona). Lynn es miembro del AVN Hall of Fame.

## Premios
- Premio AVN de 1994 por Best Supporting Actress (video) – Servin' it Up[4]